# Пингвинья тропа
«Пингвинья тропа» (яп. ペンギン・ハイウェイ Пэнгин Хайвэй) — роман Томихико Морими, опубликованный издательством Kadokawa Shoten в 2010 году. В марте 2018 года начала выходить манга адаптация романа, в журнале Monthly Comic Alive издательства Media Factory, а в августе 2018 года состоялась премьера полнометражного аниме-фильма режиссёра Хироясу Исиды.

## Сюжет
Любознательный четвероклассник Аояма день за днём изучает окружающий мир и ведет дневник, куда записывает все свои открытия и эксперименты, а также всё, что покажется ему интересным. Однажды в его родном городе вдали от морского побережья необъяснимым образом появляются пингвины и также внезапно исчезают. Мальчик считает, что это странное событие связано с работницей стоматологической клиники Юрикой, как-то раз «сестрёнка» выбрасывает банку, а та превращается в пингвина. В то же время, Хамамото, одноклассница Аоямы, рассказывает ему об огромном прозрачном водяном шаре, находящемся на лугу позади леса. Таким образом Аояме вместе с одноклассниками и «сестрёнкой» предстоит разобраться в тайне пингвинов, «океана» и других странных созданий, которые начинают появляться в городе, а также связи всех этих удивительных феноменов с Юрикой.

## Роли озвучивали
| Персонаж                                                           | Сэйю               |
| ------------------------------------------------------------------ | ------------------ |
| Аояма (яп. アオヤマ君 Аояма-кун)                                   | Кана Кита          |
| Сестрёнка (яп. お姉さん Онэ:-сан)/Юрика                            | Ю Аой              |
| Утида (яп. ウチダ君 Утида-кун)                                     | Риэ Кугимия        |
| Хамамото (яп. ハマモトさん Хамамото-сан)                           | Мэгуми Хан         |
| Судзуки (яп. スズキ君 Судзуки-кун)                                 | Мики Фукуй         |
| Отец Аоямы (яп. アオヤマ君のお父さん Аояма-кун но ото:сан)         | Хидэтоси Нисидзима |
| Мать Аоямы (яп. アオヤマ君のお母さん Аояма-кун но ока:сан)         | Мамико Ното        |
| Сестра Аоямы (яп. アオヤマ君の妹 Аояма-кун но имо:то)              | Мисаки Куно        |
| Отец Хамамото (яп. ハマモトさんのお父さん Хамамото-сан но ото:сан) | Наото Такэнака     |

## Медиа

### Роман
Роман-однотомник Томихико Морими «Пингвинья тропа» был впервые опубликован 28 мая 2010 года издательством Kadokawa Shoten. 22 ноября 2012 года роман был переиздан издательством под импринтом Kadokawa Bunko 22 ноября 2012 года. Перед выходом аниме в кинотеатрах 15 июня 2018 года издатель Kadokawa выпустил роман с новой обложкой под импринтом Kadokawa Tsubasa Bunko, рисунок для которой был нарисован художником под псевдонимом Booota.
Североамериканское издательство Yen Press объявило на Anime Expo 2018 о своём намерении издать роман на английском языке и выпустить книгу в твёрдом переплёте 23 апреля 2019 года.
Издание на русском языке было анонсировано в 2020 году издательством «Истари Комикс». Российское издание вышло в 2022 году с двойной суперобложкой. На одной стороне обложки иллюстрация с оригинального издания, вышедшего до экранизации, на другой — иллюстрация из аниме-версии.

### Манга
Манга-адаптация романа, иллюстрированная Кэйто Яно, начала выходить в выпуске журнала Monthly Comic Alive издательства Media Factory за май 2018 года, а закончилась в выпуске за апрель 2019 года, позднее она была издана отдельно тремя танкобонами.

#### Список томов манги
| № | Дата публикации      | ISBN                   |
| - | -------------------- | ---------------------- |
| 1 | 23 июля 2018 года    | ISBN 978-4-04-065082-1 |
| 2 | 23 декабря 2018 года | ISBN 978-4-04-065329-7 |
| 3 | 23 мая 2019 года     | ISBN 978-4-04-065710-3 |

### Аниме-фильм
Аниме-адаптация романа в виде полнометражного фильма Studio Colorido была анонсирована 1 марта 2018 года. Режиссёром фильма выступил Хироясу Исида, Ёдзиро Арай отвечал за дизайн персонажей, Макото Уэда — за написание сценария, а Умитаро Абэ — за музыку. Музыкальную тему фильма «Good Night» исполнила Хикару Утада.
Премьера фильма состоялась на Международном кинофестивале Fantasia в Монреале 29 июля 2018 года. Дистрибьютор Toho выпустил фильм в Японии 17 августа 2018 года. 30 января 2019 года фильм вышел в Японии на Blu-Ray и DVD.
Российский прокатчик «Экспонента» приобрёл лицензию на показ аниме-фильма в России. В русском дубляже компании «Мосфильм-Мастер» фильм вышел 6 сентября 2018 года в кинотеатрах России под названием «Тайная жизнь пингвинов». Цифровой релиз фильма с русским дубляжом состоялся 31 января 2019 года.
Компания Fuji Creative ответственна за международное распространение фильма. Anime Limited объявила в июле 2018 года о приобретении лицензии на прокат фильма в Великобритании и Ирландии, где его премьера впервые состоялась на мероприятии Scotland Loves Anime в Глазго 13 октября 2018 года. В широкий прокат фильм вышел в 2019 году. Компания Eleven Arts объявила о прокате фильма в Северной Америке, где его премьера состоялась на Crunchyroll Expo в Сан-Хосе 2 сентября 2018 года. В широкий прокат фильм вышел 12 апреля 2019 года. Madman Entertainment сообщила о приобретении лицензии на прокат фильма в Австралии и Новой Зеландии, где его премьера состоялась на Madman Anime Festival в Мельбурне 15 сентября 2018 года. В широкий прокат фильм вышел с 8 ноября 2018 года.
Американская компания Shout! Factory выпустила фильм для домашнего просмотра на DVD, Blu-Ray и для цифрового распространения 6 августа 2019 года.

## Восприятие

### Роман
Роман выиграл премию Nihon SF Taisho в 2010 году.

### Аниме-фильм
Фильм получил премию Axis: The Satoshi Kon Award for Excellence in Animation на международном кинофестивале Fantasia за лучший анимационный фильм. В Японии премьера фильма состоялась в 192 кинотеатрах в первые выходные, где он занял 10 место. Позднее фильм вышел из топ-10, заработав в общей сложности ¥307 миллионов по состоянию на 26 августа 2018 года.
На сайте-агрегаторе Rotten Tomatoes 100 % критиков дали фильму положительный отзыв, основанный на 24 обзорах, со средним рейтингом 7,72/10. На Metacritic у фильма средневзвешенная оценка 82 из 100, основанная на рецензиях 4 критиков, указывая на «всеобщее признание». Питер Дебрудж с Variety в своём обзоре на аниме Исиды проводит параллель с сериалом «Очень странные дела» и фильмом «Близкие контакты третьей степени». Рецензент отмечает, что картина смотрится гораздо интереснее аниме-фильма Хосоды «Мирай из будущего», номинированного на Оскар. Российский обозреватель Валерий Кичин в своей рецензии отмечает, что перед зрителем «двухчасовой эксперимент, где сновидение полностью слилось с реальностью, границы между ними исчезли; и то и другое вкупе составят полноценную жизнь персонажей». По мнению Евгения Ухова с Film.ru, «впечатляющая своей красотой и разнообразием цветов рисовка „Тайной жизни“ не даёт заскучать, картина выполнена в лучших традициях жанра».